# آشچیکول
آشچیکول (به قزاقی: Ashchykol) یک دریاچه در قزاقستان است که در فرورفتگی آشچیکول واقع شده‌است.